# Groupe Émile Weber
Pour les articles homonymes, voir Weber.
Le groupe Émile Weber est une entreprise luxembourgeoise spécialisée dans le transport de personnes par autobus et autocars. Créée en 1875, l'entreprise familiale est implantée au Luxembourg, en Allemagne et en France.
Le groupe est l'une des deux plus grandes compagnies de transports du Grand-Duché avec Sales-Lentz. Elle propose en outre des services de taxis, de VTC et de location de camping-cars.

## Histoire
En 1875, Nikolas Weber fonde l'entreprise à Canach pour exploiter une diligence postale entre la vallée de la Moselle et la capitale,.
Après la Seconde guerre mondiale, l'entreprise est dirigée par Émile Weber et Émilie Weber-Foch puis dans les années 1960 le couple Fernand Weber et Charlotte Weber-Mertzig, ainsi que Erny Heinisch et Colette Heinisch-Weber, développent l'entreprise. Elle achète son premier autocar en 1946, ouvre sa première agence de voyage en 1972 et son premier minibus adapté aux personnes à mobilité réduite en 1979. L'entreprise est enregistrée en tant que SARL auprès du RCS le 27 avril 1979.
En 1986, l'entreprise met en service le premier autocar à deuxétages du pays.
En 1999, Émile Weber co-fonde l'Union luxembourgeoise du tourisme (ULT). En 2001, les lignes « Nightlifebus » voient le jour.
En 2002, Émile Weber rachète les autocars Pletschette. En 2008, le groupe met en service les premiers bus hybrides du Grand-Duché, suivis en 2015 par les premiers bi-articulés hybrides au monde.
En 2012, Émile Weber s'implante en Allemagne et rachète Müller-Nies en 2019, entreprise rebaptisée Weber-Nies depuis et fonde Tempus Mobil en partenariat avec Bollig Reisen pour exploiter des lignes régulières dans l'Eifel. La même année, elle prend 49 % des parts de Benelux taxis afin de lancer Webtaxi (lb) pour exploiter des taxis au Grand-Duché. En 2020, c'est l'entreprise allemande Zarth qui est achetée.
En 2014, c'est au tour des Voyages Simon-Tours d'être rachetés, suivis en 2018 par les Autocars Zenners. En 2016, le groupe devient actionne des Voyages Ecker puis des Voyages Unsen en 2020. En 2018, l'entreprise met en service ses premiers bus électriques.
Début 2021, le groupe lance son service de location de camping-cars, WebCamper. En parallèle, les agences touristiques We Love to Travel de Sales-Lentz et celle d'Émile Weber fusionnent pour former Travel Group Luxembourg, bien que les marques propres à chaque entreprise continuent d'exister,.
Le 1er juillet 2022, Émile Weber absorbe ses filiales Autocars Pletschette, Autocars Zenners et Voyages Simon-Tours, dont les noms disparaissent, à la suite de l'attribution des nouveaux contrats d'exploitation du RGTR. Leurs activités sont regroupés ai sein d'une nouvelle filiale, WEmobility.
En 2024, Émile Weber signe un partenariat avec la start-up suisse Twiliner pour développer des lignes d'autocars longue distance nocturnes avec des véhicules équipés de sièges pouvant se transformer en lit. La même année, le groupe signe un partenariat avec une autre start-up, le chinois Pony.ai (en), pour développer les robotaxis au Luxembourg et avec Uber nouvellement autorisé au Grand-Duché dont les trajets sont effectués avec des véhicules de Webtaxi,.

## Le groupe
Entreprise familiale depuis sa création, elle est l'un des deux plus grands transporteurs du Grand-Duché avec Sales-Lentz.

### Transport régulier

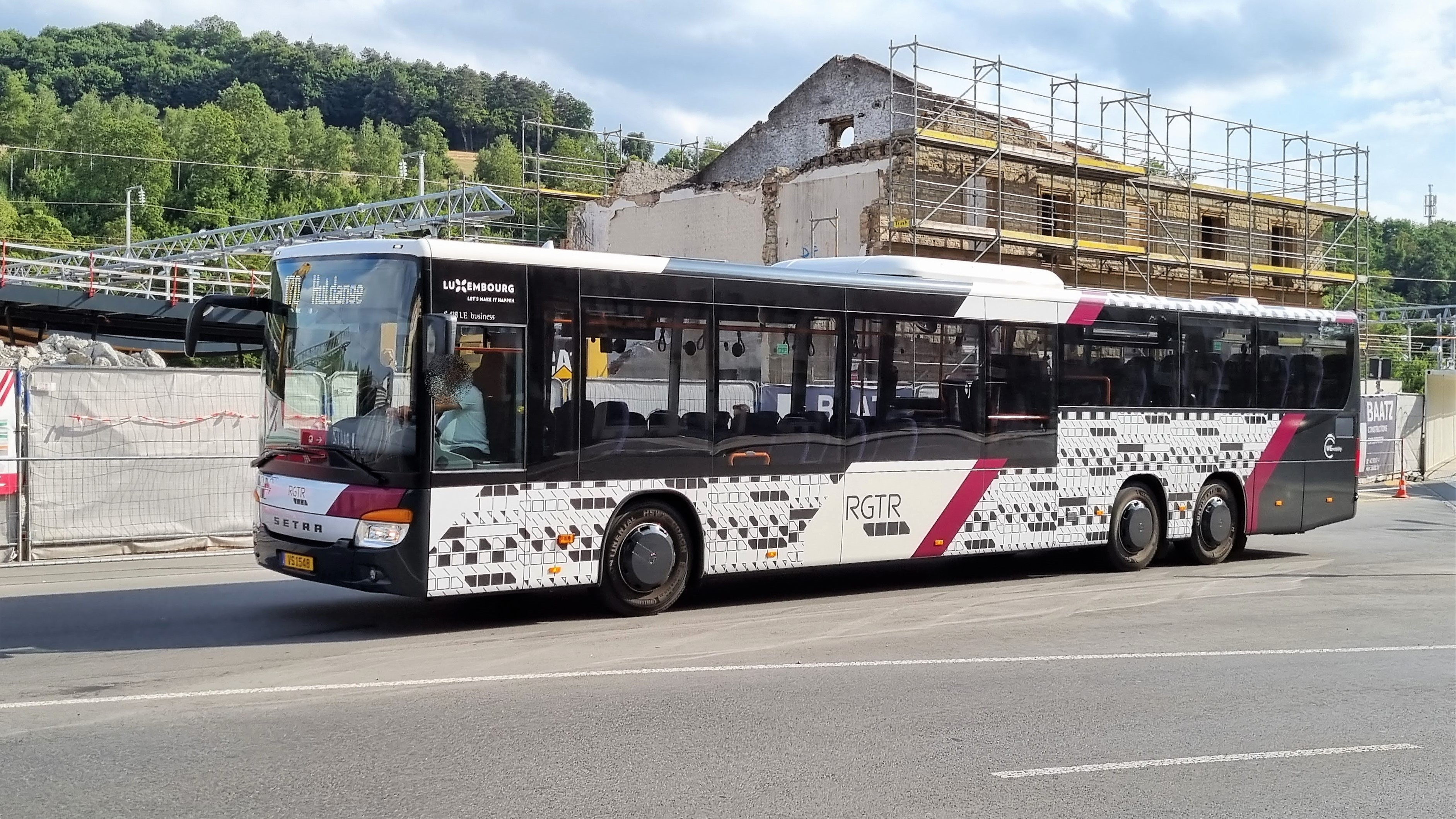
Un autocar Setra de la filiale WEmobility aux couleurs du RGTR.

Au Luxembourg, le groupe exploite de nombreuses lignes régulières et scolaires du RGTR, est sous-traitant des autobus de la ville de Luxembourg, exploite deux lignes pour le compte du service d'autobus des CFL (Saarbrücken Express et Gare Lorraine Express), les lignes Nightlifebus et divers services de transport (City-Bus) pour les communes à travers ses filiales Voyages Émile Weber, Voyages Unsen, WEmobility et Mosea,,.
En Allemagne, le groupe exploite de nombreuses lignes régulières dans l'Eifel et dans la région de Trèves à travers ses filiales Tempus Mobil, Zarth et Weber-Nies. À travers Deluxe Express, le groupe exploite également le bus touristique de Trèves.

### Agence de voyages
Émile Weber et Sales-Lentz sont alliés au sein de Travel Group Luxembourg pour gérer en commun leurs agences de voyages respectives. Le groupe a également co-fondé le tour-opérateur ULT, et l'agence de voyages professionnels FCm Travel.

### Taxis

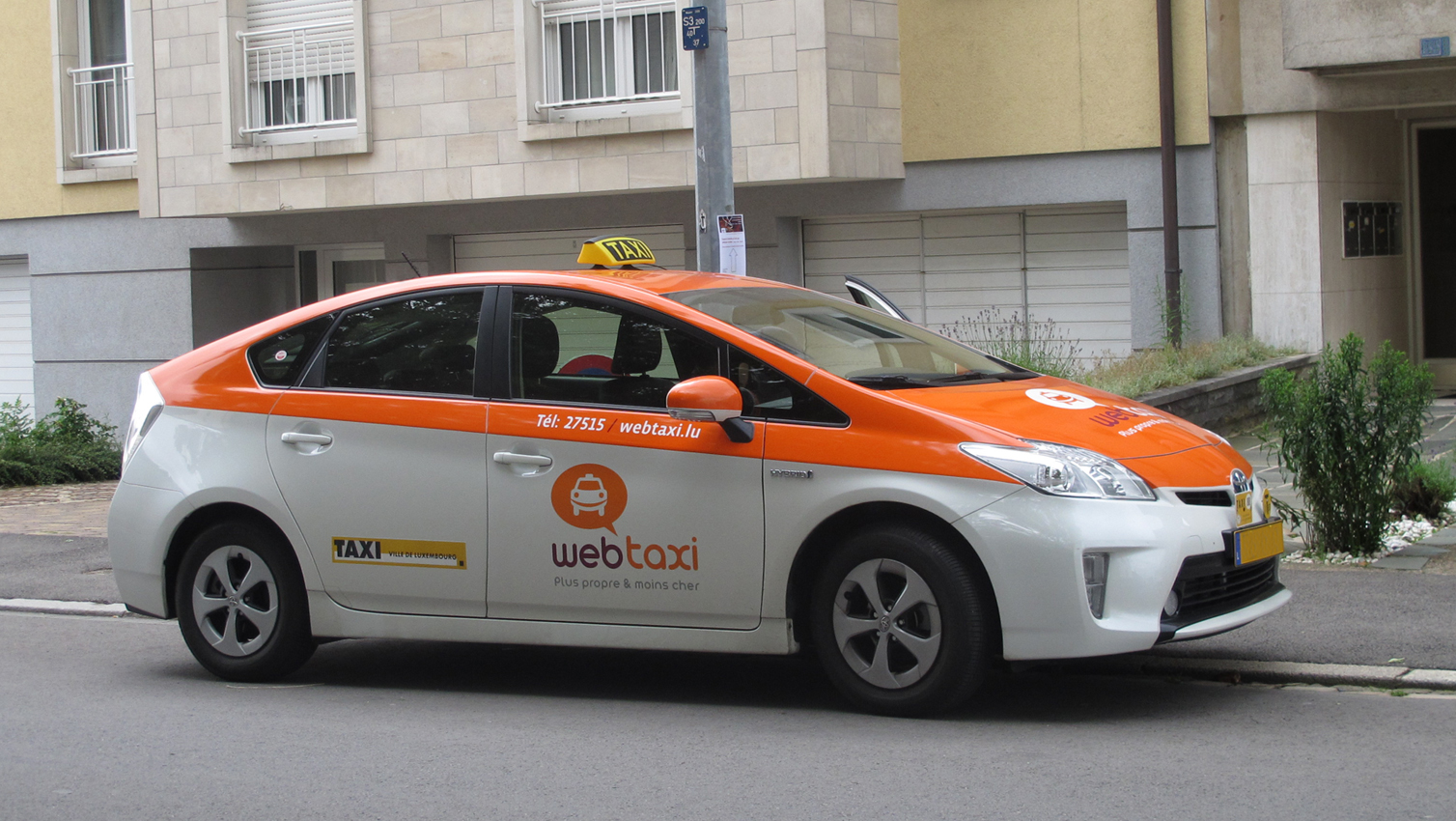
Une Toyota Prius de Webtaxi.

Émile Weber est un actionnaire de Benelux Taxis et dispose de sa propre entreprise, Webtaxi (lb), avec qui le groupe a signé un partenariat avec Uber.

### Location de camping-cars
Le groupe dispose d'un service de location de camping-cars nommé WebCamper.

### Matériel roulant
En 2025, le Groupe Émile Weber possède près de 1 600 véhicules au total, dont 950 bus destinés aux lignes régulières, 400 minibus, 50 autocars, 200 taxis et 75 camping-cars. Les véhicules roulent au Diesel (simple ou hybride) et, depuis 2018, la flotte est progressivement électrifiée.

### Employés
Le groupe emploie 1 750 salariés en 2022.

### Implantations
Le groupe dispose de 17 sites dont trois en Allemagne et un en France et 30 agences de voyages au Luxembourg et en France. Le siège social est à Canach, sur la commune de Lenningen au sud-est du Grand-Duché.